# La Nativité (film, 1910)
Pour plus de détails, voir Fiche technique et Distribution.
La nativité est un film muet français réalisé par Louis Feuillade et sorti en 1910. Il fait partie d'une trilogie religieuse, qui comprend également Mater Dolorosa et Le Christ en croix.

## Fiche technique
- Titre français : La nativité
- Réalisation : Louis Feuillade
- Photographie : Albert Sorgius
- Société de production : Société des établissements Gaumont
- Société de distribution : Comptoir Ciné-Location
- Pays de production :  France
- Langue originale : français
- Format : noir et blanc — 35 mm — 1,37:1 — Film muet
- Genre : drame
- Durée : 313 mètres
- Date de sortie : 
  - France : 25 novembre 1910

## Distribution

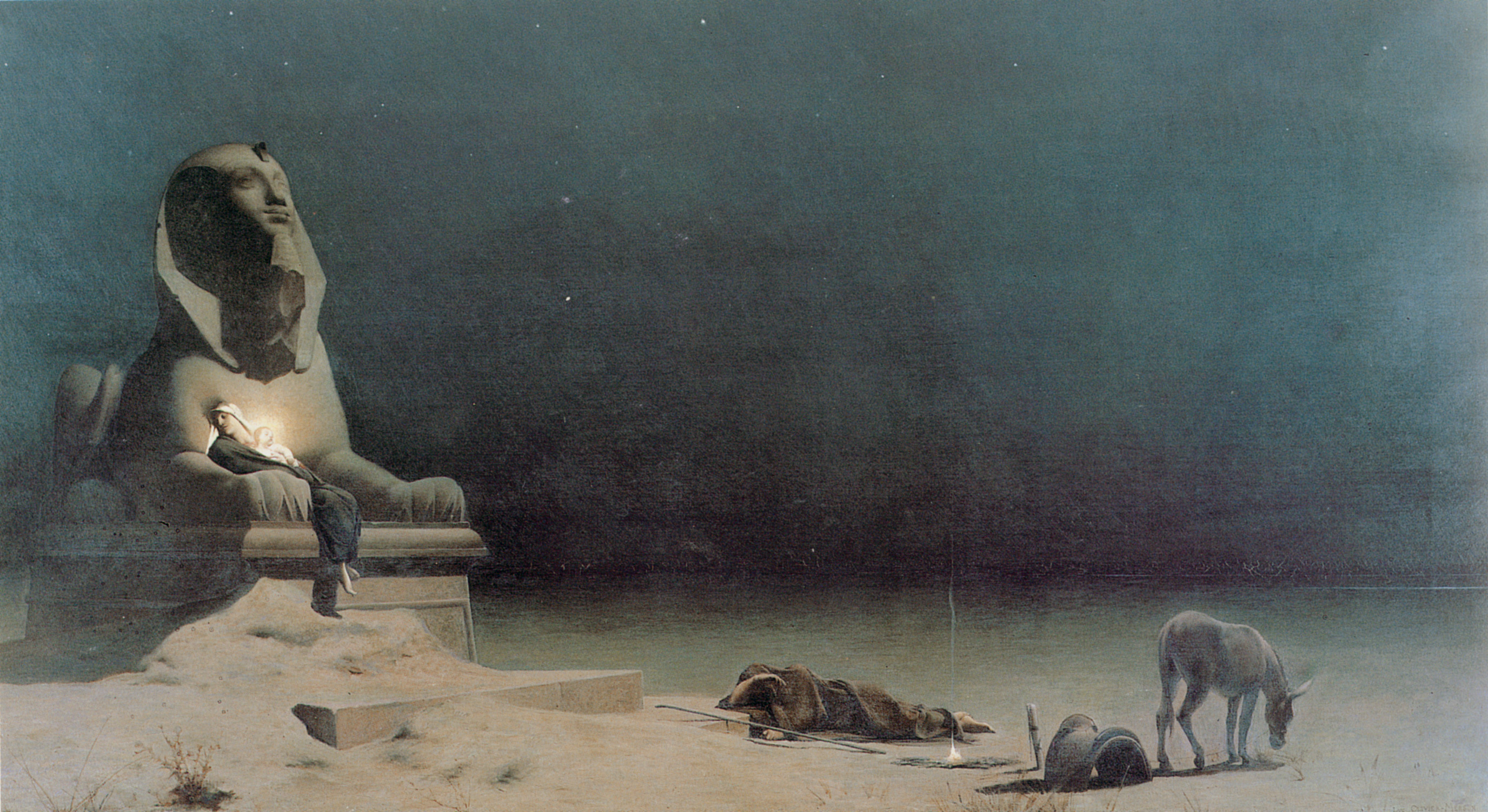
Le Repos pendant la fuite en Égypte, par Luc-Olivier Merson (1879), tableau qui a inspiré la scène finale du film de Feuillade, La nativité

- Renée Carl
- Nadette Darson : la Vierge Marie
- Alice Tissot
- Maurice Vinot

## Procès pour contrefaçon
Louis Feuillade s'inspire d'un tableau de Luc-Olivier Merson, Le Repos pendant la fuite en Égypte, pour la dernière scène du film, intitulée « La halte ». Estimant qu'il s'agit d'une contrefaçon, Merson intente un procès à la Gaumont, société productrice du film qui, sans attendre, supprime la scène incriminée. Le tribunal reconnaît les similitudes entre les œuvres mais estime la demande du peintre infondée, et celui-ci est débouté en appel.